# Harbinder Singh
Harbinder Singh Chimni (* 8. Juli 1943 in Quetta, Britisch-Indien, heute Pakistan) ist ein ehemaliger indischer Hockeyspieler. Er gewann mit der indischen Hockeynationalmannschaft bei Olympischen Spielen einmal Gold und zweimal Bronze.

## Karriere
Harbinder Singh war als Mittelstürmer bei drei Olympischen Spielen Stammspieler. 1964 gewannen die Inder ihre Vorrundengruppe und besiegten im Halbfinale die australische Mannschaft mit 3:1. Im Finale trafen die Inder auf die  Mannschaft Pakistans und siegten durch ein Tor von Mohinder Lal mit 1:0. 1966 erkämpfte die indische Mannschaft auch bei den Asienspielen in Bangkok den Titel. Bei den Olympischen Spielen 1968 in Mexiko-Stadt gewann die indische Mannschaft ihre Vorrundengruppe, unterlag aber im Halbfinale den Australiern nach Verlängerung mit 2:1 und verpasste damit erstmals das Olympiafinale. Im Spiel um den dritten Platz besiegten die Inder die deutsche Mannschaft mit 2:1. Wie schon vier Jahre zuvor erzielte Harbinder Singh auch bei den Olympischen Spielen 1968 fünf Tore. 1970 wurden die Asienspiele wieder in Bangkok ausgetragen, diesmal gewann die pakistanische Mannschaft das Finale gegen die indische Mannschaft. 1972 bei den Olympischen Spielen in München gewannen die Inder einmal mehr ihre Vorrundengruppe, unterlagen aber im Halbfinale den Pakistanern mit 0:2. Im Spiel um Bronze bezwangen sie die niederländische Mannschaft mit 2:1.
Harbinder Singh arbeitete von 1962 bis 2003 für die Northern Railway. Er spielte für die Mannschaft der Northern Railway und für die Mannschaft der Indian Railways. Später war er Trainer der Mannschaft der Northern Railway. 1986 fungierte er als Nationaltrainer der indischen Nationalmannschaft der Damen, die die Bronzemedaille bei den Asienspielen 1986 gewann.
Harbinder Singh wurde 1967 mit dem Arjuna Award ausgezeichnet.